# Mark Hunter
Mark Hunter (n. 26 mai 1977) este un muzician și blogger american, vocalist al formației heavy metal Chimaira.

## Discografie
Cu Chimaira
- This Present Darkness EP
- Pass Out Of Existence
- The Impossibility Of Reason
- Freddy Vs. Jason (Soundtrack)
- Chimaira
- Resurrection
- The Infection
- Coming Alive
- The Age Of Hell
- Crown of Phantoms

Conform Allmusic.

## Alte apariții
- Chitarist și vocalist al formației hardcore Skipline (1995-1997)
- Chitarist al formației stoner rock High Point (2003)
- Chitarist la The Demonic Knights of Aberosh
- Contribuții back vocal la piesa "In the Face of the Faceless" de Forever in Terror pe albumul Restless in the Tides
- Contribuții de vocal la piesa "13 Years" de Stemm pe albumul "Songs for the Incurable Heart"
- Contribuții de vocal la piesa "The Enemy" pe albumul Roadrunner United
- Contribuții de vocal la piesa "Mask Of The Damned" de The Elite pe EP-ul "World War 3"
- Contribuții de vocal la piesa "Faith Destroyed" de Excellent Cadaver pe albumul "Faith Destroyed"

## Creditări de porducție
- The Impossibility Of Reason (Co-producător)
- Chimaira (Co-producător)
- The Infection (Co-producător)
- The Age Of Hell (Co-producător)
- Crown of Phantoms DVD (Asistent Cameră/Editor)